# Linia kolejowa nr 306
Linia kolejowa nr 306 (pot. Gogolinka) – jednotorowa, niezelektryfikowana, państwowa linia kolejowa znaczenia miejscowego w południowej Polsce łącząca Prudnik z Krapkowicami (pierwotnie z Gogolinem) przez Białą Prudnicką. Linia na całej długości jest położona w województwie opolskim, w powiatach prudnickim i krapkowickim, na obszarze gmin Prudnik, Lubrza, Biała, Strzeleczki i Krapkowice. Zarządza nią PKP PLK S.A. Zakład Linii Kolejowych w Opolu.
Linia nr 306 została otwarta w 1896 jako linia łącząca Prudnik z Gogolinem. Zbudowano ją z inicjatywy spółki Kolej Prudnicko-Gogolińska z siedzibą w Prudniku. Z powodu zawalenia się mostu na Odrze w Krapkowicach w czasie powodzi w 1997 rozebrany został jej końcowy odcinek między Krapkowicami i Gogolinem; od tej pory funkcjonuje jako linia relacji Krapkowice – Prudnik.

## Przebieg
Linia rozpoczyna się na stacji kolejowej Krapkowice. Do 1997 jej początek znajdował się na stacji w Gogolinie, przez którą przebiega linia nr 136 Kędzierzyn-Koźle – Opole Groszowice. Biegnie z Krapkowic w kierunku południowo-zachodnim, przez przystanki w Steblowie, Łowkowicach, Strzeleczkach do stacji w Zielinie. Stąd przez Moszną prowadzi do Łącznika, następnie przez Krobusz do Białej Prudnickiej, a później przez przystanek Józefówek do stacji Lubrza. Kończy się na stacji Prudnik, przez którą prowadzi linia nr 137 Katowice – Legnica.
Linia 306 przebiega przez powiaty prudnicki i krapkowicki, przez gminy Prudnik, Lubrza, Biała, Strzeleczki i Krapkowice (dawniej też przez gminę Gogolin). Przecina się z drogami krajowymi 40 i 45 oraz drogami wojewódzkimi 409 i 414 (dawniej również z autostradą A4).

## Historia

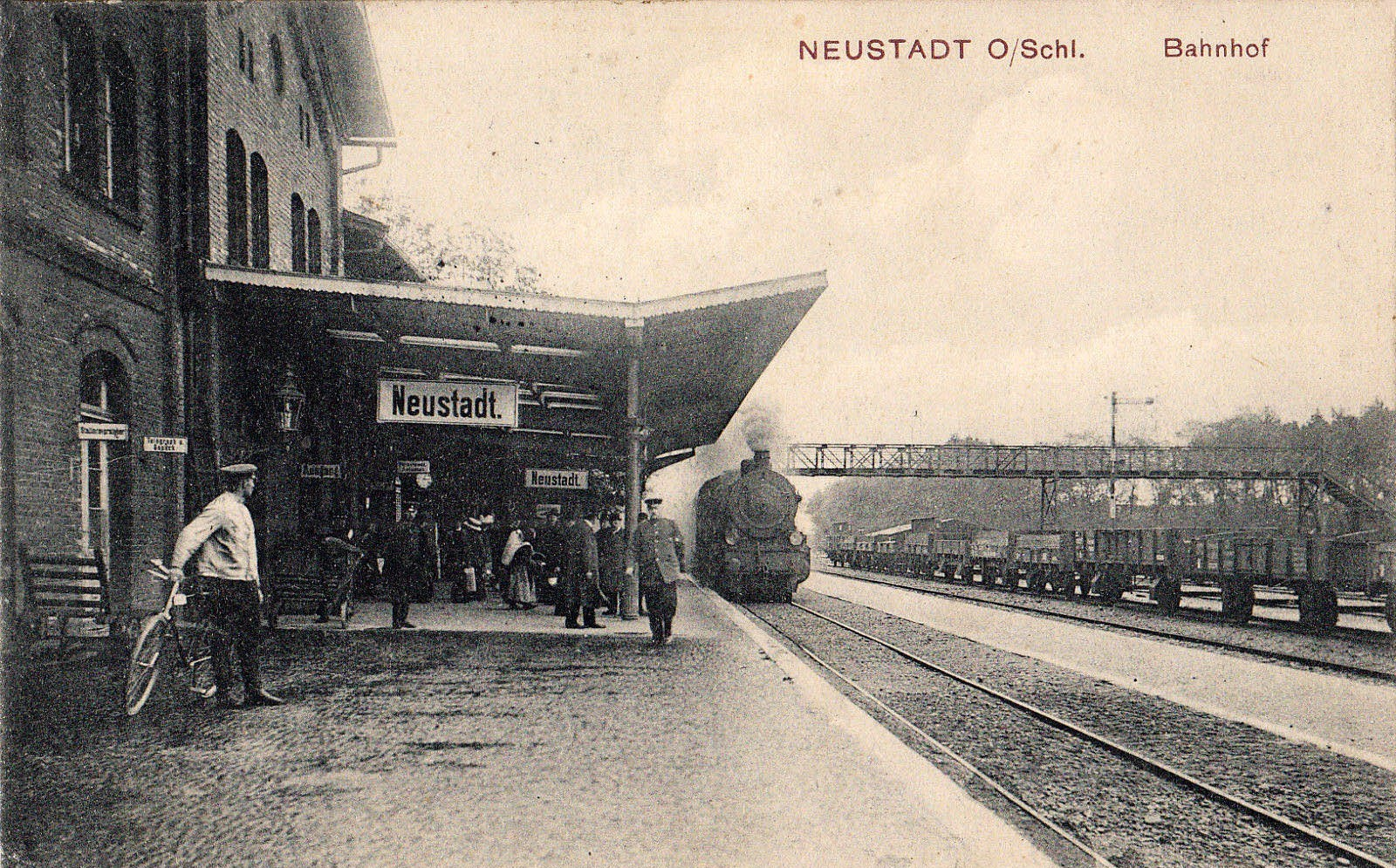
Dworzec w Prudniku w 1913 – odjazd pociągu do Gogolina

W 1895 firma Lenz & Co, lokalne samorządy oraz właściciele papierni w Krapkowicach i majątków ziemskich zawiązali spółkę Kolej Prudnicko-Gogolińska z siedzibą w Prudniku, której celem stała się budowa drugorzędnej, normalnotorowej linii lokalnej z Prudnika do Gogolina, na stacjach końcowych stycznej z istniejącymi już w tym czasie liniami państwowymi. 19 sierpnia 1895 spółka uzyskała koncesję, po czym przystąpiono do prac budowlanych. Pierwszy odcinek – z Prudnika do Białej Prudnickiej – oddano dla ruchu towarowego 22 października 1896, a już 4 grudnia 1896 oddano do użytku całą linię z Prudnika do Goglina, zarówno dla ruchu towarowego jak i osobowego. Według niepotwierdzonych źródeł stacja Biała miała się docelowo stać stacją węzłową za sprawą planów przedłużenia linii Nysa – Ścinawa Mała do Białej i dalej do Głogówka, gdzie łączyłaby się z linią Kędzierzyn – Nysa.
Lokomotywownię, dyspozyturę i kierownictwo kolei umieszczono w Białej. Tabor spółki składał się z trzech parowozów zbudowanych w Szczecinie (później dokupiono jeszcze trzy), 15 wagonów osobowych, 4 bagażowych i około 50 wagonów towarowych różnych typów. W latach 20. XX wieku wysłużone parowozy ze Szczecina zostały stopniowo zastąpione przez nowsze i silniejsze parowozy ELNA.
W ramach akcji „Mosty”, która rozpoczęła III powstanie śląskie, polscy dywersanci z Grupy Wawelberg planowali wysadzić most kolejowy w Krapkowicach. Budowla przetrwała zamach; uszkodzone zostały jedynie tory. Sukcesem zakończyło się jednak wysadzenie małego mostu w Dobrej, co skutecznie przerwało komunikację kolejową na linii na kilka miesięcy.
W 1945 linię włączono w struktury PKP. Ze względu na typowo lokalny charakter na linii nigdy nie było zbyt wielu pociągów pasażerskich; rozkład jazdy 1985/86 przewidywał 4 pary pociągów Gogolin – Prudnik i 2 pary Gogolin – Krapkowice. W ruchu towarowym zapewniano obsługę zakładów przemysłowych w Krapkowicach (papiernia, „Otmęt”), Zielinie (piaskownia), Białej (cukrownia, betoniarnia) oraz bocznicy do jednostki wojskowej w Krapkowicach; ponadto sezonowo na stacjach Biała, Krobusz i Łącznik znajdowały się punkty ładunkowe buraków cukrowych. Ze znajdującej się w Zielinie piaskowni odprawiano wagony załadowane workami z piaskiem, który wykorzystywano w piasecznicach lokomotyw, nawet w tak odległych lokomotywowniach jak Piła, Szczecin, Warszawa Grochów czy Siedlce.
Ruch pasażerski na linii zlikwidowano 1 października 1991, a ruch towarowy z powodu upadku wielu firm (w tym „Otmętu” w Krapkowicach) uległ znacznemu ograniczeniu. W czasie powodzi w lipcu 1997 zniszczony został most na Odrze między stacjami Krapkowice Otmęt i Krapkowice. Od tej pory ruch prowadzono wyłącznie od strony Prudnika (odcinek Gogolin-Krapkowice Otmęt ze względu na brak potencjalnych klientów stał się bezużyteczny), jednak 28 listopada 2005 w związku z pogarszającym się stanem torów oraz kradzieżami szyn linia została całkowicie zamknięta i wykreślona z wykazu D29. Zniszczony w 1997 most na Odrze został w końcu odbudowany przez wojsko, jednakże bez toru; zamiast niego dobudowano kładkę dla pieszych. Starania samorządów lokalnych o przejęcie linii i przywrócenie ruchu pasażerskiego zakończyły się niepowodzeniem; w kwietniu i maju 2006 rozebrany został odcinek od Gogolina do Krapkowic, a planowano rozebranie pozostałej części linii, na której miałaby powstać ścieżka rowerowa.
Wiosną 2012 PKP PLK ogłosiły przetarg na odbudowę i modernizację linii. Prace modernizacyjne rozpoczęły się w 2014. Wykonawcą była firma Skanska. Inwestycja o wartości 35 mln zł miała zakończyć się w październiku 2016 i została w całości sfinansowana przez MON.
3 sierpnia 2016 roku zmodernizowana przed czasem linia kolejowa relacji Prudnik–Krapkowice (docelowo do Gogolina) została oddana do użytku. Tory miały być wykorzystywane do celów wojskowych (dojazd do Centralnej Składnicy Materiałów Wybuchowych pod Krapkowicami); planowano corocznie dwa przejazdy kontrolne. Poza tym z torowiska mogą korzystać prywatne firmy, takie jak Metsä Tissue, która prowadzi w Krapkowicach najnowocześniejszy zakład papierniczy w Europie. Szybkość pociągów na tym odcinku wynosi 40 km/h. Nie jest przewidywana reaktywacja ruchu pasażerskiego. Organizowane są przejazdy pociągami turystycznymi z Prudnika do Krapkowic i z powrotem.
W sierpniu 2024 na linii w pobliżu Białej Dawid Godziek jako pierwszy na świecie pokonał rowerowy tor przeszkód na pociągu towarowym.

### Kalendarium
- 22 października 1896 roku – otwarcie linii na odcinku Biała Prudnicka–Prudnik,
- 4 grudnia 1896 roku – otwarcie odcinka Gogolin–Biała Prudnicka,
- 1 października 1991 roku – zamknięcie linii dla ruchu osobowego,
- 1 lipca 1997 roku – zawalenie się w wyniku powodzi mostu na rzece Odrze na odcinku Krapkowice–Krapkowice Otmęt,
- 1 lipca 1997 roku – zamknięcie linii dla ruchu towarowego odcinka Gogolin–Krapkowice,
- 28 listopada 2005 roku – zamknięcie linii dla ruchu towarowego odcinka Krapkowice–Prudnik,
- 30 czerwca 2006 roku – rozbiórka linii na odcinku od Gogolina do mostu na rzece Odrze,
- 9 maja 2007 roku – rozbiórka linii na odcinku od mostu na rzece Odrze do stacji Krapkowice.
- 3 sierpnia 2016 roku – zmodernizowana linia kolejowa nr 306 relacji Prudnik–Krapkowice została oddana do użytku[8].

## Infrastruktura
Ze zbudowanych wzdłuż linii 8 (nie licząc Gogolina i Prudnika) budynków stacyjnych zachowało się jeszcze 5 (Krapkowice Otmęt, Krapkowice, Strzeleczki, Łącznik, Lubrza). Większość budynków (poza stacjami Krapkowice i Krapkowice Otmęt o odmiennej architekturze) była zbudowana według tego samego projektu, stąd budynki na tych stacjach są bliźniaczo podobne do siebie. Jedynie budynek w Białej był nieco większy, ze względu na ulokowane tu dyspozyturę i kierownictwo. Również nieistniejące już budynki stacyjne w Zielinie i Łowkowicach miały ten sam kształt, co na pozostałych stacjach.

### Punkty eksploatacyjne
| Miejscowość                      | Nazwa            | Rodzaj                               | Liczba krawędzi peronowych | Infrastruktura                                         | Zdjęcie |
| -------------------------------- | ---------------- | ------------------------------------ | -------------------------- | ------------------------------------------------------ | ------- |
| Prudnik                          | Prudnik          | stacja kolejowa                      | 4                          | dworzec kolejowy, zadaszenie, urządzenia nagłaśniające |         |
| Lubrza                           | Lubrza           | stacja kolejowa                      | 2                          |                                                        |         |
| Dobroszewice                     | Józefówek        | przystanek osobowy                   | 1                          |                                                        |         |
| Biała                            | Biała Prudnicka  | bocznica szlakowa przystanek osobowy | 3                          |                                                        |         |
| Krobusz                          | Krobusz          | przystanek osobowy                   | 1                          |                                                        |         |
| Dębina                           | Łącznik          | przystanek osobowy                   | 2                          |                                                        |         |
| Moszna                           | Moszna           | przystanek osobowy                   | 1                          |                                                        |         |
| Kujawy                           | Zielina          | stacja kolejowa                      | 2                          |                                                        |         |
| Strzeleczki                      | Strzeleczki      | przystanek osobowy                   | 1                          |                                                        |         |
| Łowkowice                        | Łowkowice        | przystanek osobowy                   | 1                          |                                                        |         |
| Steblów                          | Steblów          | przystanek osobowy                   | 1                          |                                                        |         |
| Krapkowice                       | Krapkowice       | bocznica szlakowa przystanek osobowy | 4                          |                                                        |         |
| Punkty położone na linii do 1997 |                  |                                      |                            |                                                        |         |
| Krapkowice                       | Krapkowice Otmęt | przystanek osobowy                   | 1                          |                                                        |         |
| Gogolin                          | Gogolin          | stacja kolejowa                      | 3                          | dworzec kolejowy, zadaszenie, urządzenia nagłaśniające |         |